# Теорія спокуси

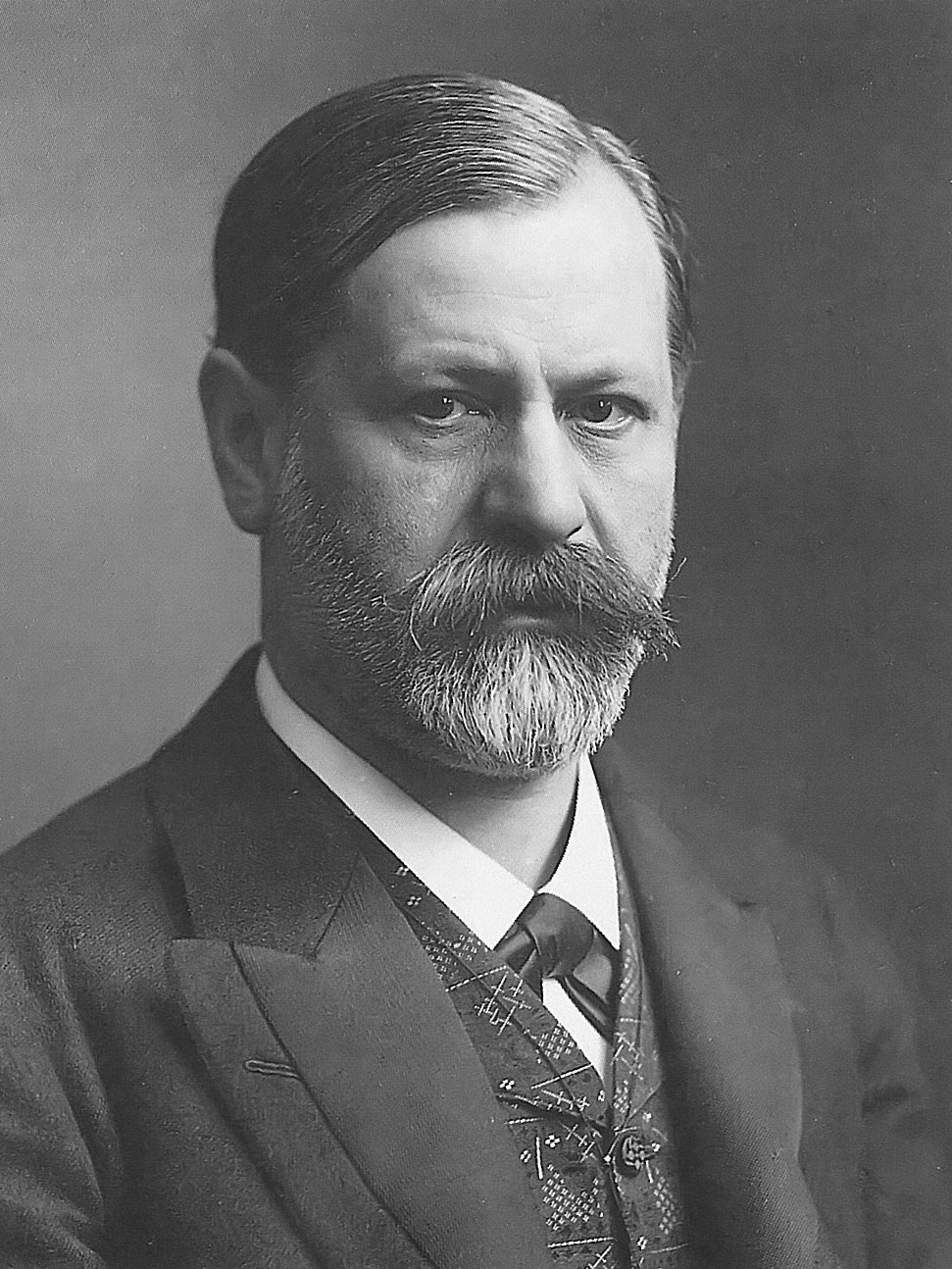
Зигмунд Фрейд, засновник психоаналізу.

Теорія спокуси Фрейда (нім. Verführungstheorie) — гіпотеза, висунута в середині 1890-х років Зигмундом Фрейдом, яка, на його думку, дозволила розв'язати проблему походження істерії та неврозу нав'язливих станів. За теорією, пригнічена пам'ять про досвід сексуального насильства чи розбещення в ранньому дитинстві була основною передумовою для істеричних або нав'язливих симптомів, з додаванням активного сексуального досвіду до восьмирічного віку для останніх.
У традиційному описі розвитку теорії спокушання Фрейд спочатку вважав, що його пацієнти розповідають більш-менш фактичні історії про сексуальне жорстоке поводження, і що сексуальне насильство є причиною багатьох неврозів та інших проблем психічного здоров'я його пацієнтів. За кілька років Фрейд відмовився від своєї теорії, дійшовши висновку, що спогади про сексуальне насильство насправді були уявними фантазіями.
Альтернативний погляд, який вийшов на перший план у нещодавній фрейдистській науці, підкреслює, що теорія, як це було сформульовано Фрейдом, полягала в тому, що істерія та обсесивний невроз є результатом несвідомих спогадів про сексуальне насильство в дитинстві. У трьох статтях про теорію спокушання, опублікованих у 1896 році, Фрейд стверджував, що з усіма своїми нинішніми пацієнтами він зміг розкрити таке насильство, переважно у віці до чотирьох років. Ці документи свідчать про те, що пацієнти не розповідали історій про сексуальне насильство в ранньому дитинстві; скоріше Фрейд використовував аналітичну інтерпретацію симптомів і асоціацій пацієнтів, а також тиск на пацієнта, намагаючись спонукати до «відтворення» глибоко витіснених спогадів, які він постулював. Хоча він повідомив, що йому вдалося досягти цієї мети, він також визнав, що пацієнти загалом залишалися невпевненими в тому, що те, що вони пережили, свідчить про те, що вони насправді зазнали сексуального насильства в дитинстві. Повідомлення Фрейда про епізод теорії зваблення зазнали низки змін протягом багатьох років, кульмінацією яких стала традиційна історія, заснована на його останній розповіді, у «Нових вступних лекціях з психоаналізу».

## Теорія
Увечері 21 квітня 1896 року Зигмунд Фрейд виступив перед своїми колегами з Товариства психіатрії та неврології у Відні під назвою «Етіологія істерії». Використовуючи вибірку з 18 пацієнтів — чоловіків і жінок — зі своєї практики, він дійшов висновку, що всі вони були жертвами сексуального насильства з боку різних опікунів. Причина дистресу пацієнта полягала в травмі, нанесеній актором соціального середовища дитини. Джерело внутрішнього душевного болю лежало в дії, заподіяній дитині ззовні. Це призвело до його відомої «теорії спокуси».
Медичні журнали того часу не повідомляли про лекцію Фрейда. У Wiener klinische Wochenschrift, що виходить щотижня у Відні 14 травня 1896 року, було повідомлено про три статті зі зборів 21 квітня (стор. 420). Два документи були представлені у звичайному порядку. Завжди практика полягала в тому, щоб давати назву статті, короткий виклад її змісту та звіт про подальшу дискусію. Але в цитуванні останньої статті стався розрив із традицією. Доповідь звучить так: Доцент Сигм. Freud: Über die Ätiologie der Hysterie (Зигмунд Фрейд, лектор: Про етіологію істерії). Не було жодного підсумку та жодного обговорення. Фрейд опублікував його через кілька тижнів у Wiener klinische Rundschau.
З іншого боку, Фрейд без проблем опублікував три статті на цю тему за лічені місяці. Було поставлено під сумнів те, що більшість колег Фрейда не визнавали існування сексуального насильства над дітьми. Було зазначено, що вони скептично ставилися до тверджень Фрейда про стовідсоткове підтвердження його теорії, і знали про критику, що його сугестивні клінічні процедури можуть призвести до результатів сумнівної достовірності.
Теорія спокуси Фрейда наголошує на причинному впливі виховання: формуванні розуму шляхом досвіду. Ця теорія стверджувала, що істерія та нав'язливий невроз спричинені витісненими спогадами про дитяче сексуальне насильство. Інфантильне сексуальне насильство, корінь усіх неврозів, полягає в передчасному введенні сексуальності в досвід дитини. Травма створює афекти та думки, які просто неможливо інтегрувати. Дорослий, у якого було нормальне, не травматичне дитинство, здатний стримувати та асимілювати сексуальні почуття в постійне самовідчуття. Фрейд припустив, що дорослі, які зазнали сексуального насильства в дитинстві, страждають від несвідомих спогадів і почуттів, несумісних з центральною масою думок і почуттів, які складають його або її досвід. Психічні розлади є прямим наслідком переживань, які неможливо засвоїти. Неусвідомлені спогади про дитяче сексуальне насильство були необхідною умовою для розвитку певних розладів, зокрема істерії. Але мала бути виконана ще одна умова: мала бути несвідома пам'ять про насильство.

## Повідомлені докази
Фрейд мав багато даних, які підтверджували теорію спокуси, але замість того, щоб представити фактичні дані, на яких він базував свої висновки (його клінічні випадки й те, що він дізнався з них), або методи, які він використовував для отримання даних (його психоаналітичну техніку), він натомість звертався лише до доказів того, що дані, які він нібито отримав, були точними (що він виявив справжнє насильство). Він вважав, що спільнота ще не може впоратися з клінічними історіями про сексуальне насильство. Він не хотів представляти ці історії до того, як теорія спокушання стане більш прийнятною. Фрейд навів кілька аргументів на підтримку позиції, що спогади, які він розкрив, були справжніми. Одна з них, за Фрейдом, полягала в тому, що пацієнти не просто пам'ятали події, як вони зазвичай забували б матеріал; скоріше вони, по суті, знову переживали події з усіма супутніми болісними сенсорними переживаннями.
Двічі Фрейд писав, що він надасть клінічні докази для своїх тверджень, але він ніколи цього не зробив, що, на думку деяких критиків, означає, що їм слід було сприймати в основному на довіру. Тогочасна клінічна методологія Фрейда, яка передбачала символічне тлумачення симптомів, використання навіювання та здійснення тиску, щоб спонукати пацієнтів «відтворити» глибоко витіснені спогади, які він постулював, привела кількох учених Фрейда та істориків психології., щоб поставити під сумнів достовірність його висновків, чи то справжнє дитяче жорстоке поводження, чи, як він пізніше вирішив, несвідомі фантазії.

## Відмова
Фрейд не опублікував причини, які привели до його відмови від теорії спокушання в 1897—1898 роках. Для цього ми маємо звернутися до листа, який він написав своєму довіреному Вільгельму Фліссу від 21 вересня 1897 року.
1. По-перше, він посилався на свою нездатність «довести єдиний аналіз до реального висновку» та «відсутність повного успіху», на який він розраховував.
2. По-друге, він писав про своє «здивування, що в усіх випадках батька, не виключаючи мого власного, потрібно було звинуватити в збоченстві», якщо він хотів підтримувати цю теорію; і «усвідомлення несподіваної частоти істерії… тоді як, звичайно, такі широко поширені збочення щодо дітей малоймовірні».
3. По-третє, Фрейд посилався на ознаки того, що, як він стверджував, несвідоме не в змозі відрізнити факт від вигадки. У несвідомому немає ознак реальності, тому неможливо відрізнити правду від вигадки, наповненої почуттями.
4. По-четверте, Фрейд писав про свою віру в те, що при «глибоко сягаючому психозі несвідома пам'ять не проривається [до свідомого], тому таємниця дитячих переживань не розкривається навіть у найбільш заплутаному маренні»[23]. (У тому ж листі Фрейд писав, що його втрата віри у свою теорію залишиться відомою лише йому самому та Флісу[24], і фактично він публічно не повідомляв про свою відмову від теорії до 1906 року[25])

Крах теорії зваблення призвів у 1897 році до появи нової теорії Фрейда про інфантильну сексуальність. Імпульси, фантазії та конфлікти, які, як стверджував Фрейд, виявив під невротичними симптомами своїх пацієнтів, походять не від зовнішнього забруднення, як він тепер вважав, а від розуму самої дитини.
Були деякі серйозні негативні наслідки цієї зміни. Найбільш очевидним негативним наслідком було те, що обмежена інтерпретація теорії дитячої сексуальності Фрейда змусила б деяких терапевтів та інших заперечувати повідомлення про сексуальне насильство як фантазію; ситуація, яка викликала багато критики (наприклад, The Freudian Coverup соціальної працівниці Флоренс Раш). Однак без відмови від теорії спокуси такі поняття, як несвідоме, витіснення, примус до повторення, перенесення та опір, а також психосексуальні стадії розгортання дитинства ніколи б не були додані до людських знань.
У 1998 році, через століття після того, як Фрейд відмовився від теорії спокушання, група аналітиків і психологів, у тому числі Стівен Мітчелл, Джордж Макарі, Леонард Шенгольд, Джейкоб Арлов та Анна Орнштейн, зустрілися в лікарні Маунт-Сінай, щоб переглянути теорію спокушання, під час якої вони обговорювали, що будь-який терапевт дійсно може знати про правдиву історію своїх пацієнтів і чи ця відсутність впевненості щодо правди має значення для лікування. Шенгольд назвав зустріч «Вудстоком епістемології». А аналітик Роберт Майклз, захищаючи відсутність у психоаналітиків історичної правди про своїх пацієнтів, сказав: «Ми експерти не в тому, щоб допомагати пацієнтам дізнатися факти, а в тому, щоб допомагати їм конструювати корисні міфи. Ми — лікарі фантазії, а не лікарі реальності».